# Sławomira Walczewska
Zawartość tej strony może naruszać prawa autorskie.
Tekst źródłowy prawdopodobnie pochodzi z:
Patrz raport pod adresem 
1. Nie usuwaj tego szablonu. Zostanie on usunięty, jeżeli prawa autorskie tego artykułu zostaną wyjaśnione.
2. Jeżeli potrafisz, napisz artykuł tak, aby nie naruszał praw autorskich.
3. Jeżeli masz prawa autorskie do tej treści lub masz zgodę na publikację zgodną z naszą licencją, prosimy, napisz o tym na stronie dyskusji tego artykułu i na stronie Wikipedia:Lista NPA oraz zastosuj procedurę zamieszczania haseł wcześniej opublikowanych.
4. Artykuł zostanie usunięty, jeżeli status praw autorskich do zawartych w nim treści nie zostanie wyjaśniony.

Powielanie materiałów chronionych prawami autorskimi – bez zezwolenia właściciela tych praw – jest pogwałceniem obowiązującego prawa, jest też sprzeczne z ustaleniami Wikipedii. Osobom, które regularnie wstawiają takie materiały, może zostać odebrane uprawnienie edytowania Wikipedii.
Sławomira Walczewska (ur. 25 czerwca 1960 w Częstochowie) – polska działaczka feministyczna i społeczna, filozofka, publicystka, eseistka, tłumaczka, redaktorka.

## Życiorys

### Edukacja
Absolwentka filozofii (1985) Uniwersytetu Jagiellońskiego w Krakowie. W latach 1986–1990 była doktorantką w Instytucie Filozofii UJ. W latach 1992–1997 odbyła studia doktorskie w Szkole Nauk Społecznych przy Instytucie Filozofii i Socjologii PAN w Warszawie, gdzie obroniła pracę Damy, rycerze i feministki. Kobiecy dyskurs emancypacyjny w Polsce. Książka była pierwszą próbą zebrania wiadomości dotyczących historii polskiego ruchu kobiecego i jego interpretacji.
Była stypendystką na Uniwersytecie we Fryburgu (1985), Uniwersytecie w Bonn (1993) oraz w Instytucie Nauk o Człowieku w Wiedniu (1995).

### Praca naukowa
Prowadziła zajęcia z historii filozofii na Uniwersytecie Jagiellońskim w Krakowie (1985–1990) oraz historii idei feministycznych na podyplomowych Gender Studies na Uniwersytecie Warszawskim (1996) i w Krakowie (2000) oraz w Akademii Feministycznej eFKi (2002–2004).

### Praca publicystyczna
Była redaktorką pisma feministycznego "Pełnym Głosem" (1993–1997). Jest członkinią redakcji pisma feministycznego Zadra (od 1999). Publikowała w czasopismach: "Brulion", "Pełnym Głosem", "Zadra", "Nowe Książki", "Pogranicza", "Lamus", "Nowa Europa Wschodnia", "Dialog", "Tygodnik Powszechny" oraz w pracach zbiorowych.

### Działalność społeczna
Uczestniczka ruchu feministycznego od połowy lat 80. XX w. Organizatorka corocznych Feministycznych Sesji Marcowych w Krakowie (od 1987 do 1995). Współzałożycielka Fundacji Kobiecej eFKa (w 1991 r.) i jej współprzewodnicząca – jednej z pierwszych organizacji feministycznych w postsocjalistycznej Polsce. W ramach eFKi koordynowała m.in. projekt Akademia Feministyczna, Wybory Kobiet, Polki w Sejmie. Członkini założycielka Sieci Kobiet Wschód-Zachód (NEWW, 1991) i Polskiego Stowarzyszenia Feministycznego (1991–1994). Członkini rad kilku organizacji, w tym: Centrum Praw Kobiet, Pracowni na rzecz Wszystkich Istot, Fundacji LGBT, Fundacji Kultura dla Tolerancji.
W 2008 została laureatką nagrody Fundacji Aufmüpfige Frauen.

## Publikacje

### Książki
- Polki w Sejmie 1918-2008, koordynacja, Kraków, Fund. Kobieca eFKa, 2008, ISBN 978-83-915460-3-1
- Feministki. Własnym głosem o sobie, redaktorka i autorka wstępu, eFKa, Kraków 2005, ISBN 83-915460-5-5
- Damy, rycerze i feministki. Kobiecy dyskurs emancypacyjny w Polsce, eFKa, Kraków 1999, ISBN 83-915460-1-2 (nominowana do Nagrody Literackiej Nike w 2000[2][6], fragmenty opublikowane w tłumaczeniach: słowackim w Aspekcie, ukraińskim w Ji oraz włoskim w pl.it)
- Frauen haben das Wort, redaktorka (wraz z B. Kozak) oraz współautorka, FrauenAnstiftung, Kraków / Hamburg 1994
- Głos mają kobiety, redaktorka, współautorka, Convivium, Kraków 1992[7]

### Artykuły wybrane
- Nie warto umierać za gender, [w:] "Tygodnik Powszechny" nr 51-2, Kraków, 21.12.2014
- Can Women in Poland Speak? Diskursive Strategien polnischer Feministinnen gegen Ausgrenzung und Marginalisierung, [w:] "Gender. Zeitschrift fuer Geschlechtforschung", Dortmund 3/2012
- Matriarchat domowy, [w:]  Antropologia ciała zagadnienia i wybór tekstów, Warszawa 2008[8]
- Ritter und Damen. Fuer einen neuen Geschlechtervertrag, [w:] Jahrbuch Polen 2006. Frauen, Deutsches Polen-Institut, Darmstadt 2006
- Feminizm i polityka, [w:] "Zadra", 2/2000
- Matka gastronomiczna, [w:] Pełnym Głosem 3/1995[9]
- O potrzebie historii kobiecej, [w:] Głos mają kobiety, Kraków 1992
- Feminizm, [w:] bruLion, nr 19B, Kraków 1992

### Tłumaczenia
- Edmund Husserl, Kryzys nauk europejskich i fenomenologia transcendentalna (PAT 1987), Wyd. Rolewski, Toruń 1999[10]
- "Wybór pism", [w:] Krystyna Święcicka, "Husserl", Wiedza Powszechna 1993 i 2005, seria "Myśli i Ludzie"